# Gribbylunds kapell
Gribbylunds kapell är ett kapell som tillhör Täby församling i Stockholms stift. Kapellet ligger i ett villaområde nära Gribbylunds centrum i Täby kommun.

## Kyrkobyggnaden
Gribbylunds kapell, som till stor del liknar en större trävilla, invigdes 1937 som allianskapell. 1985 övertogs kapellet av Täby församling och en stor renovering genomfördes då under ledning av arkitekt Uno Söderberg. Kapellet nyinreddes och samtidigt uppfördes ett församlingshus, efter ritningar av samma arkitekt. Kapellet återinvigdes 1990. Byggnaden, med stomme av trä, vilar på en gjuten betonggrund och har tre våningsplan. I källarvåningen finns lokaler för ungdomsverksamhet. I bottenvåningen är kyrkorummet och en mindre samlingssal inrymda. I övervåningen finns distriktsexpeditionen med kontor. Ytterväggarna är klädda med vitmålad locklistpanel och yttertaket är ett sadeltak belagt med tvåkupigt lertegel. På östra gavelns taknock finns ett litet kopparkors. Huvudentrén finns på södra sidan.
Kyrkorummet har en öst-västlig orientering där ingången ligger öster och koret i väster. Korväggen är dekorerad med en relief i trä som symboliserar korset, törnekronan och de fem såren.
Öster om kapellet finns klockstapeln som invigdes 1993.

## Inventarier
- Altarbordet tillsammans med den övriga inredningen är utförd efter ritningar av Uno Söderberg.
- Längst bak i kyrkorummet finns en violett dopfunt med fyra vinkelställda ben som bär upp en åttakantig cuppa. I cuppan finns en fördjupning för dopskålen. Funten är placerad i en nisch som ursprungligen var avsedd för en kamin.
- Orgeln med fem stämmor är byggd 2018 av den holländska orgelbyggaren Henk Klop och är byggd enligt barockens klangideal. Den tidigare orgeln från 1990 är byggd av Sune Fondell på Ålems Orgelverkstad. Den skänktes 2020 till Sankt Ilians katolska kyrka i Enköping.
- På väggarna finns lampetter utförda år 2000 av Birgitta Zetterström.

## Bildgalleri

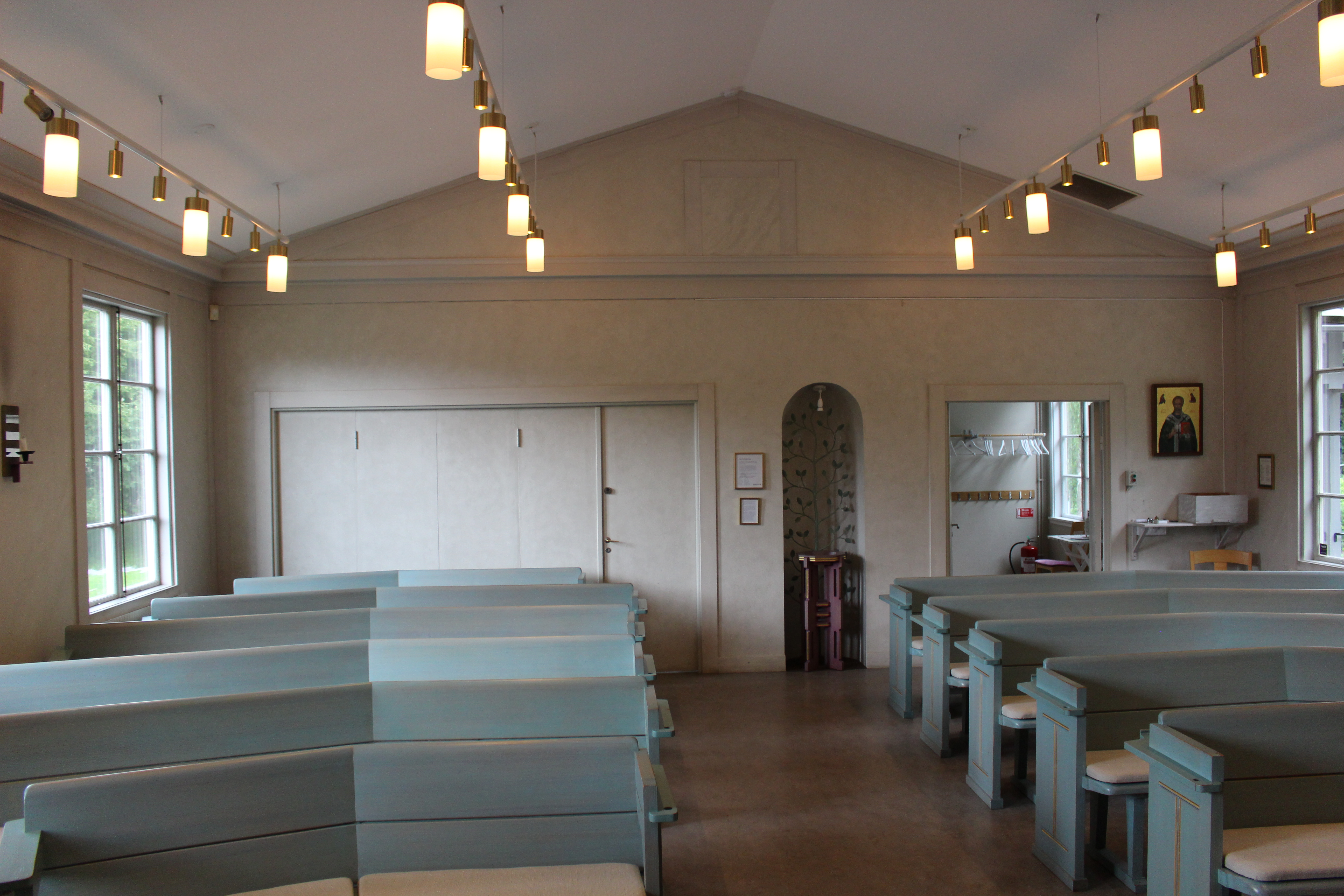
Kyrkorum mot ingång
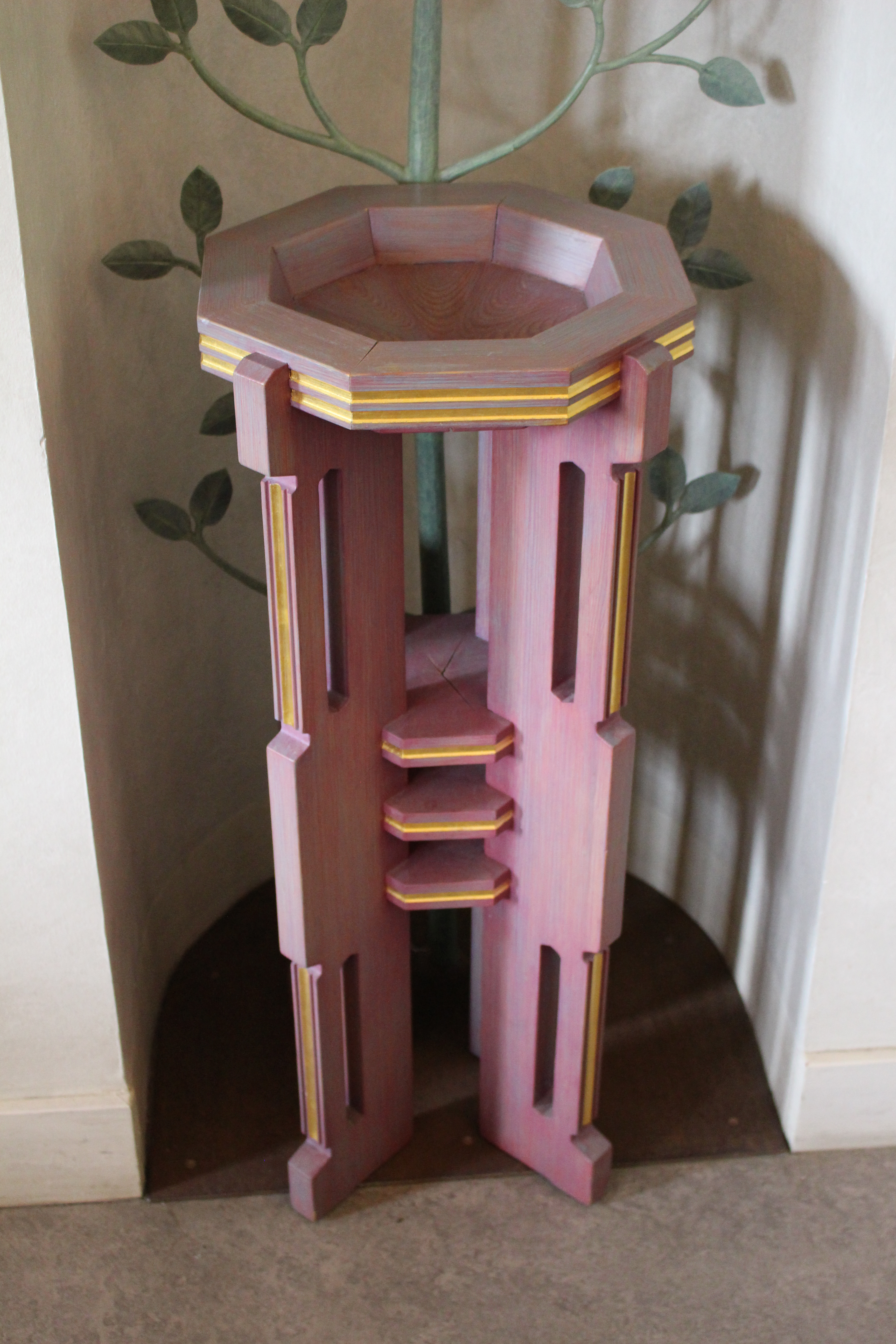
Dopfunt
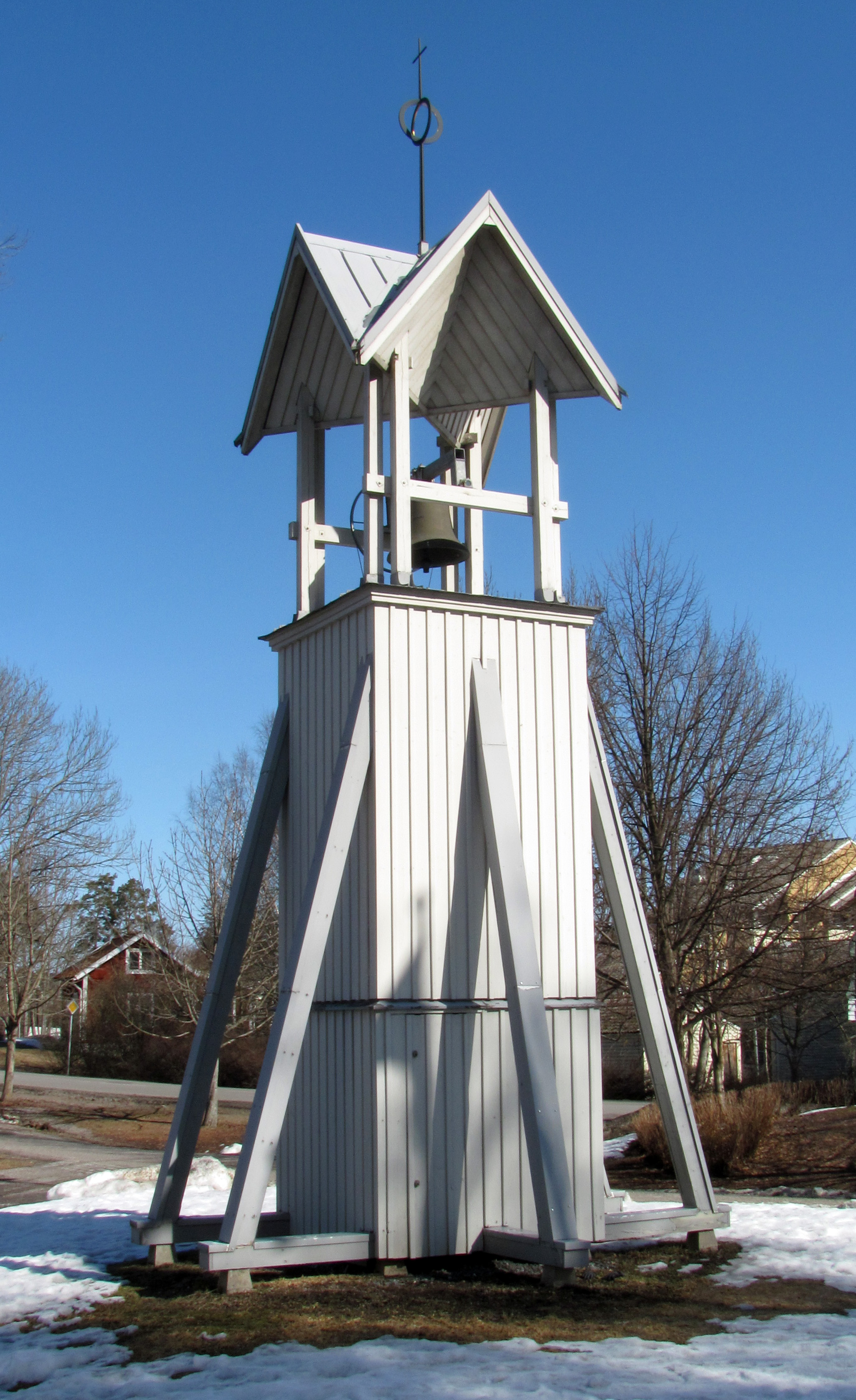
Klockstapel
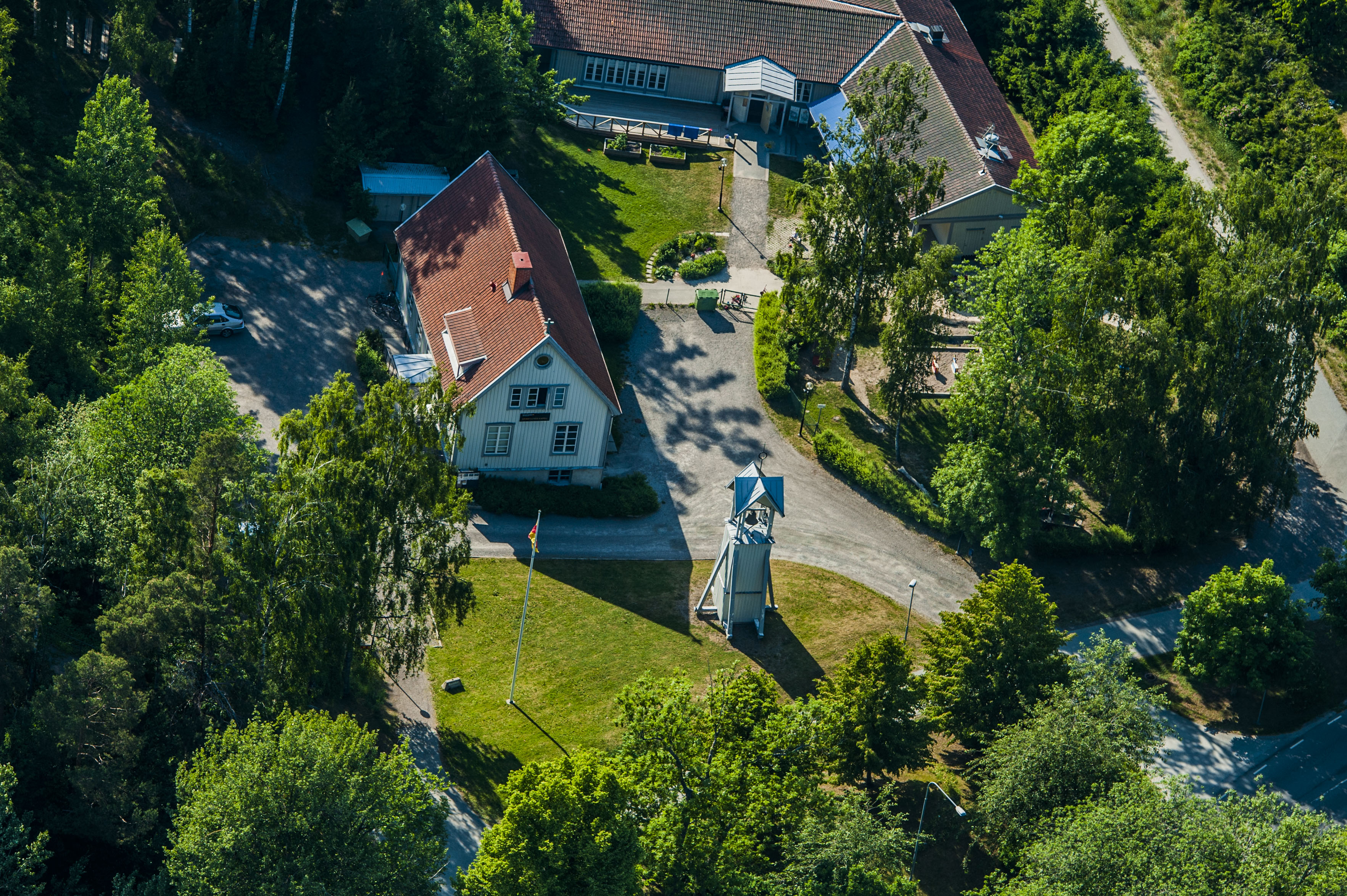
Kapellet från luften

### Webbkällor
- Gribbylunds kapell, Stockholm 2008, © Stockholms stift, Text: Niss Maria Legars, Foto: Anna Ulfstrand
- byggnadspresentation
- anläggningspresentation